# L'Âne Culotte
Pour l'adaptation, voir L'Âne Culotte (série télévisée).
L'Âne Culotte est un roman d'Henri Bosco paru en 1937.

## Résumé
Dans un petit village imaginaire (probablement en Provence), un jeune garçon, Constantin Gloriot, est fasciné par un âne étrange dit « l'âne Culotte » nommé ainsi parce qu'il porte des pantalons par devant. Cet âne vient régulièrement et seul au village pour faire le ravitaillement d'un vieil homme solitaire, un ancien marin, établi depuis peu dans un mas isolé situé au loin dans les collines.
Un jour, Constantin désobéit à la consigne, donnée par ses grands-parents qui l'élèvent, de ne pas s'aventurer au-delà d'un pont. Il suit l'âne jusqu'à sa destination dans la montagne, au cœur d'un domaine secret fait d'un beau jardin où des animaux sauvages vivent en paix auprès du vieil homme mystérieux.
Il aura la confiance du vieil homme dont l'œuvre n'est autre que la tentative de reconstituer un paradis terrestre d'où le sang est exclu. Constantin, sous l'effet d'un chantage, décevra le vieil homme en commettant une dégradation impardonnable. Ce dernier disparaîtra, le paradis terrestre retournera à l'abandon, l'âne deviendra errant.
Constantin étant éloigné du village pour un temps, il sera ensuite le témoin des derniers évènements qui marqueront la fin du roman.

## Place dans l'œuvre d'Henri Bosco
Le roman fait partie du cycle d'Hyacinthe, dont il est le premier volet. Il est suivi de Hyacinthe (1940), Le Jardin d’Hyacinthe (1945), Mon compagnon de songes (1967).
Hyacinthe et l'Âne Culotte font également une apparition dans le roman du même auteur L'Enfant et la Rivière, publié en 1945. Il est fait allusion à eux dans Le Renard dans l'île paru en 1956.

## Adaptation
- L'Âne Culotte, feuilleton télévisé.